# 방지일
방지일(方之日, 1911년 5월 21일 ~ 2014년 10월 10일)은 개신교 목사로 대한예수교장로회(통합) 영등포교회의 원로목사였다. 호는 곽송(郭松)이며 평안북도 선천에서 태어나 조선예수교장로회신학교에서 수학하였다. 21년간 중국 선교사로 활동하였으며 국내로 귀국 후 대한예수교장로회(통합) 총회장과 대한성서공회 이사장을 역임하였다. 본관은 온양 방씨이다.

## 생애
그의 조부는 방만준이고, 아버지는 방효원이다. 그는 평안북도 선천에서 태어나 선천 신성중학교와 평양숭실대학교에서 공부한 후, 평양 조선예수교장로회신학교에 입학하여 1937년 졸업과 함께 목사로 안수받았다. 평양 숭실대학교 재학 당시 1931년 6월 김진홍, 윤병식과 함께 월간 신앙잡지인 〈게자씨〉를 창간하였다. 조선예수교장로회신학교 재학 시절 평양대부흥운동의 진원지였던 장대현교회 전도사로 시무하며 당시 원로목사였던 길선주 목사와 동역하였다. 그 후 총회 파송선교사로 임명되어 중국 산둥성에서 21년간 선교사로 일하다가 1957년 중국 공산당의 추방으로 홍콩을 경유하여 귀국하였으며, 귀국한 그 해 영등포장로교회에 부임하였다. 1979년 영등포교회 원로목사로 추대되었다. 1982년 대한성서공회 재단이사장과 1983년 기독공보사 이사장을 역임하였다. 중국선교사로 활동 당시 중국내 독립군, 학도병 및 징용자 등 교포를 수십차례 귀국시킨 공로 등을 인정받아 1998년 국민훈장 모란장을 수상하였다. 그는 손양원, 한경직, 박윤선과 더불어 한국교회에서 존경받는 목회자로 인정받는다.

### 중국 선교
그는 1937년부터 1957년까지 중국 선교사로 파송받아 산둥성에서 사역하였다. 당시 일본은 대동아선교회라는 단체를 만들어 가입할 것을 강요하였는데, 그는 이 제안을 거절하였다. 일본인 목사들은 방목사를 비롯한 한국인 선교사를 비방하고 고발하였다. 1957년 중국 당국은 그를 조선민주주의인민공화국으로 추방하려고 하였는데, 서방 언론에 그가 중국에 남은 마지막 기독교 선교사라고 알려져 대한민국으로 돌아올 수 있었다.
2014년 10월 10일 오전 0시 10분경 의식을 잃고 쓰러진 뒤 고려대학교 안암병원에서 향년 104세의 일기로 소천하였다.

## 수상.서훈
- 1998년 국민훈장 모란장

## 저서
- 《나의 나 됨》, 홍성사, 2013년
- 《중국 선교를 회고하며: 방지일 목사 산동 선교 사진집》, 홍성사, 2011년
- 《나의 눈물을 주의 병에 담으소서》, 두란노, 2010년
- 《성경66권연구전집》, 도서출판갈릴리
- 《성도의 생활》, 북커뮤니케이션, 2007년
- 《피의 복음》, 선교문화사, 2001년
- 《야사도 정사로》, 선교문화사, 2001년
- 《메시아》, 선교문화사, 1992년
- 《부스러기(1,2)》, 선교문화사, 1992년
- 《본 대로 들은대로》(전 27권), 선교문화사
- 《간단한 말씀》(전 5권), 선교문화사
- 《목회자의 생활》, 기독교문사, 1986년
- 《허락의 원칙》, 대한예수교 장로회 총회 종교교육부, 1962년

## 관련서적
- 글 박영언 사진 박창근, 《게자씨 목사님과 함께 거산에 오르다》, 도서출판 갈릴리, 2014년
- 사단법인 방지일목사기념사업회 엮음, 《게자씨 (영인본)》, 홍성사, 2011년
- 조대현, 《복음 할아버지 방지일 목사》, 루디아어린이선교회, 2011년

## 가족 관계
부모
아버지 방효원(方孝元). 일휘는 학관(學觀). 1886.07.02~몰년 미상.
초배 어머니 하동 정씨 정효석(鄭孝碩)의 딸이다. 1881.00.00~몰년 미상.
후배 어머니 수안 계씨 계시항(桂時恒)의 딸이다. 1894.06.06~몰년 미상.
남매
5남 5녀 중 장남
배우자
아내 허경화(許景和) 1911.02.06~ 양주 허씨
자녀 2남 2녀
아들 방선주, 방선림 딸 방선자, 방선혜